# اویسو، کاناگاوا
اویسو، کاناگاوا (به لاتین: Ōiso, Kanagawa) یک منطقهٔ مسکونی در ژاپن است که در Naka District واقع شده‌است. اویسو ۱۷٫۱۸ کیلومترمربع مساحت و ۳۲٬۷۸۶ نفر جمعیت دارد.

## خواهرخوانده
شهر ریسین، ویسکانسین خواهرخواندهٔ اویسو، کاناگاوا هست.